# Mark Taylor (tecnico del suono)
Mark Taylor (Farnborough, 1º dicembre 1966) è un tecnico del suono britannico, vincitore di due premi Oscar nella categoria miglior sonoro per i film 1917 (2019) e Top Gun: Maverick (2022).

## Filmografia parziale
- Trainspotting, regia di Danny Boyle (1996)
- Knockin' on Heaven's Door, regia di Thomas Jahn (1997)
- Big Fish - Sparando al pesce (Shooting Fish), regia di Stefan Schwartz (1997)
- Complice la notte (One Night Stand), regia di Mike Figgis (1997)
- Le disavventure di Margaret (The Misadventures of Margaret), regia di Brian Skeet (1998)
- Elizabeth, regia di Shekhar Kapur (1998)
- B. Monkey - Una donna da salvare (B. Monkey), regia di Michael Radford (1998)
- La perdita dell'innocenza (The Loss of Sexual Innocence), regia di Mike Figgis (1999)
- Miss Julie, regia di Mike Figgis (1999)
- Fanny e Elvis (Fanny and Elvis), regia di Kay Mellor (1999)
- Sognando l'Africa (I Dreamed of Africa), regia di Hugh Hudson (2000)
- Maybe Baby, regia di Ben Elton (2000)
- Snatch - Lo strappo (Snatch), regia di Guy Ritchie (2000)
- Accelerator, regia di Vinny Murphy (2000)
- Possession - Una storia romantica (Possession), regia di Neil LaBute (2002)
- Le quattro piume (The Four Feathers), regia di Shekhar Kapur (2002)
- The Gathering, regia di Brian Gilbert (2002)
- Una ragazza e il suo sogno (What a Girl Wants), regia di Dennie Gordon (2003)
- The Honeymooners, regia di Karl Golden (2003)
- Troy, regia di Wolfgang Petersen (2004)
- Alien vs. Predator (AVP: Alien vs. Predator), regia di Paul W. S. Anderson (2004)
- Valiant - Piccioni da combattimento (Valiant), regia di Gary Chapman (2005)
- Quando sei nato non puoi più nasconderti, regia di Marco Tullio Giordana (2005)
- Spirit Trap, regia di David Smith (2005)
- Giovani aquile (Flyboys), regia di Tony Bill (2006)
- Casino Royale, regia di Martin Campbell (2006)
- L'ultima legione (The Last Legion), regia di Doug Lefler (2007)
- Harry Potter e l'ordine della fenice (Harry Potter and the Order of the Phoenix), regia di David Yates (2007)
- La bussola d'oro (The Golden Compass), regia di Chris Weitz (2007)
- Senza apparente motivo (Incendiary), regia di Sharon Maguire (2008)
- Prospettive di un delitto (Vantage Point), regia di Pete Travis (2008)
- Hellboy: The Golden Army (Hellboy II: The Golden Army), regia di Guillermo del Toro (2008)
- Quantum of Solace, regia di Marc Forster (2008)
- 44 Inch Chest, regia di Malcolm Venville (2009)
- Planet 51, regia di Jorge Blanco (2009)
- Green Zone, regia di Paul Greengrass (2010)
- Scontro tra titani (Clash of the Titans), regia di Louis Leterrier (2010)
- Jackboots on Whitehall, regia di Edward McHenry e Rory McHenry (2010)
- Unknown - Senza identità (Unknown), regia di Jaume Collet-Serra (2011)
- Sherlock Holmes - Gioco di ombre (Sherlock Holmes: A Game of Shadows), regia di Guy Ritchie (2011)
- La furia dei titani (Wrath of the Titans), regia di Jonathan Liebesman (2012)
- Mandela: Long Walk to Freedom, regia di Justin Chadwick (2013)
- Captain Phillips - Attacco in mare aperto (Captain Phillips), regia di Paul Greengrass (2013)
- Side by Side, regia di Arthur Landon (2013)
- Monuments Men (The Monuments Men), regia di George Clooney (2014)
- Edge of Tomorrow - Senza domani (Edge of Tomorrow), regia di Doug Liman (2014)
- Exodus - Dei e re (Exodus: Gods and Kings), regia di Ridley Scott (2014)
- The Gunman, regia di Pierre Morel (2015)
- Legend, regia di Brian Helgeland (2015)
- Sopravvissuto - The Martian (The Martian), regia di Ridley Scott (2015)
- The Nice Guys, regia di Shane Black (2016)
- Jason Bourne, regia di Paul Greengrass (2016)
- Alien: Covenant, regia di Ridley Scott (2017)
- Suburbicon, regia di George Clooney (2017)
- Edison - L'uomo che illuminò il mondo (The Current War), regia di Alfonso Gomez-Rejon (2017)
- Tutti i soldi del mondo (All the Money in the World), regia di Ridley Scott (2017)
- Tomb Raider, regia di Roar Uthaug (2018)
- Hunter Killer - Caccia negli abissi (Hunter Killer), regia di Donovan Marsh (2018)
- 22 luglio (22 July), regia di Paul Greengrass (2018)
- Aladdin, regia di Guy Ritchie (2019)
- 1917, regia di Sam Mendes (2019)
- La furia di un uomo - Wrath of Man (Wrath of Man), regia di Guy Ritchie (2021)
- Come ti ammazzo il bodyguard 2 - La moglie del sicario (Hitman's Wife's Bodyguard), regia di Patrick Hughes (2021)
- Ron - Un amico fuori programma (Ron's Gone Wrong), regia di Sarah Smith, Jean-Philippe Vine, Octavio E. Rodriguez (2021)
- No Time to Die, regia di Cary Fukunaga (2021)
- Nessuno ne uscirà vivo (No One Gets Out Alive), regia di Santiago Menghini (2021)
- The Northman, regia di Robert Eggers (2022)
- Top Gun: Maverick, regia di Joseph Kosinski (2022)
- I Came By, regia di Babak Anvari (2022)
- Operation Fortune (Operation Fortune: Ruse de guerre), regia di Guy Ritchie (2023)
- The Covenant, regia di Guy Ritchie (2023)
- Operazione Kandahar (Kandahar), regia di Ric Roman Waugh (2023)
- Mission: Impossible - Dead Reckoning - Parte uno (Mission: Impossible - Dead Reckoning Part One), regia di Christopher McQuarrie (2023)
- Assassinio a Venezia (A Haunting in Venice), regia di Kenneth Branagh (2023)
- Il ministero della guerra sporca (The Ministry of Ungentlemanly Warfare), regia di Guy Ritchie (2024)
- IF - Gli amici immaginari (IF), regia di John Krasinski (2024)

## Riconoscimenti
Premio Oscar
- 2014 - Candidato al miglior sonoro per Captain Phillips - Attacco in mare aperto[2]
- 2016 - Candidato al miglior sonoro per Sopravvissuto - The Martian[3]
- 2020 - Miglior sonoro per 1917
- 2022 - Candidato al miglior sonoro per No Time to Die
- 2023 - Miglior sonoro per Top Gun: Maverick
- 2024 - Candidato al miglior sonoro per Mission: Impossible - Dead Reckoning - Parte uno